# Eugenia legrandii
Eugenia legrandii är en myrtenväxtart som först beskrevs av Joáo Rodrigues de Mattos, och fick sitt nu gällande namn av Joáo Rodrigues de Mattos. Eugenia legrandii ingår i släktet Eugenia och familjen myrtenväxter. Inga underarter finns listade i Catalogue of Life.